# Anton Legiša
Anton Legiša (tudi Leghissa), italijanski klaretinec, rimskokatoliški duhovnik in publicist, slovenskega rodu, * 22. junij 1921, Trst, † 13. marec 2011, Trst.

## Življenje in delo
Rodil se je v družini državnega uradnika Antona in gospodinje Kristine Legiša rojene Žužek. Bogoslovje je študiral v Španiji, kjer je 1937 stopil v red klaretincev.
Mašniško posvečenje je prejel 22. decembra 1945 v mestu Badajoz, ki leži v španski provinci Badajoz. Do leta 1949, ko se je vrnil v Italijo, je služboval v raznih španskih krajih. Po vrnitvi se je v Rimu vpisal na Univerzo Gregoriana, kjer je na njenem Vzhodnem inštitutu 1952 doktoriral. Od leta 1952 do 1964 je opravljal razne službe v redu klaretincev. Leta 1964 so ga slovenski škofi imenovali za ekonoma pri gradnji zavoda Slovenik v Rimu. To službo je opravljal do 1966, ko je bil že drugič izvoljen za provinciala italijanske province klaretincev, 1967 pa ga je generalni kapitelj izvolil za generalnega predstojnika klaretincev. Legiša je leta 1970 v župniji Nova Štifta ustanovil prvo postojanko klaretincev v Sloveniji. Od leta 1966–1990 je bil tretjič provincial italijanske province; 1991 se je preselil v Ljubljano, da bi tu pripravil novo postojanko svojega reda, istočasno pa je bil dušni pastir v Kamnici pri Mariboru, 1992 pa je bil premeščen v Trst, kjer je nastopil službo pri Novem sv. Antonu. 

Legiša je 1952 v Rimu skupaj z jezuitskim patrom ustanovil revijo Revista delle Religiose, pri kateri je sodeloval 15 let. Leta 1953 je bil imenovan za tajnika pri reviji o kanonskem pravu Commentarium pro Religiosis, 1962 pa je v Rimu ustanovil knjigarno Alma Roma, s posebnim namenom, da bi kulturno pomagal izseljencem v Južni Ameriki. Občasno je tudi sam objavljal razne članke v mednarodnih znanstvenih revijah.